# Télescope danois de 1,5 mètre
Le télescope national danois de 1,5 mètre (ou le Danish National Telescope) est un télescope de type Ritchey-Chrétien situé à l'observatoire de La Silla, au nord du Chili près de la ville de La Serena, à 2 375 mètres d'altitude. Il a vu sa première lumière le 20 novembre 1978 et il est entièrement consacré à de la spectrographie. Il est doté de deux miroirs en Cer-Vit (en), un miroir primaire de 1,54 mètre et d'un miroir secondaire de 0,61 mètre et il utilise une monture équatoriale pour faire le suivit des astres dans le ciel.
Le télescope danois de 1,54 mètre a été construit en 1970 par Grubb-Parsons (en) en Angleterre, une entreprise de construction de télescope anglaise en collaboration avec des universités scientifiques danoises, et est utilisé à l'observatoire de La Silla depuis 1979. Il a été entièrement révisé en 1993 et est maintenant équipé d'un spectrographe danois destiné à l'étude des objets faiblement lumineux et d'une caméra. Le télescope a permis aux astronomes de faire plusieurs premières découvertes. En 2005, des astronomes ont montré que de courtes et intenses rafales d'émission de rayons gamma provenaient très probablement de la collision violente de deux étoiles à neutrons lors d'une kilonova, mettant fin à un long débat quant à la provenance des cascades de rayons gamma. En 2006, des astronomes utilisant un réseau de télescopes dispersés à travers le monde, dont le télescope danois de 1,54 mètre, ont découvert une exoplanète environ cinq fois plus massive que la Terre, et bouclant une révolution autour de son étoile en une dizaine d'années. Ce télescope a également été utilisé pour produire de nombreuses images astronomiques impressionnantes grâce à la grande précision de sa caméra.

## Organisation
Depuis sa construction en 1970, le télescope danois de 1,5 mètre est toujours installé à La Silla, un observatoire de l'Observatoire européen austral (abrégé en ESO), et est donc géré par celui-ci mais aussi par des scientifiques de l'Université de Copenhague. Le télescope est maintenant géré conjointement par l'observatoire d'Ondřejov en République tchèque et le Institut Niels-Bohr au Danemark, avec le soutien à la demande de l'ESO. La première image faite par le télescope Danois fut une image optique, centrée sur une longueur d'onde entre 4900 et 800 angström, de la région HII de NGC 2081, située aux abords de la nébuleuse de la Tarentule, dans le Grand Nuage de Magellan.
La construction du télescope fut basée sur la structure du télescope SMARTS de 1,5 mètre de l'observatoire interaméricain du Cerro Tololo (SMARTS 1,5 meter), qui fut construit quelques années avant. La monture équatoriale du télescope, également construit par la société Grubb-Parsons, située au Newcastle, Angleterre, est de type asymétrique, ressemblant étroitement à celle du télescope de 1,5 m du Cerro Tololo. La monture utilise de grands engrenages à vis sans fin sur deux axes, avec un couple de deux moteurs montés directement sur la vis sans fin. Le tube du télescope Danois est une structure de type Serrurier ouverte classique avec un support primaire du miroir par leviers astatiques, le support radial par des leviers agissant sur des supports cimentés sur le bord du miroir primaire. Il n'y a aucune disposition pour changer les miroirs secondaires, car la station focale de Ritchey-Chretien est la seule à pouvoir être utilisée. Cela permet un montage plus simple et plus rigide pour la conception mécanique et aide grandement à maintenir un alignement des optiques précis. Grâce à cette structure, le télescope est capable de transporter des instruments auxiliaires, tels qu'une caméra et un spectrographe, pesant jusqu'à environ 250 kg chacun, et les deux instruments pèsent donc plus de 500 kg.

## Système de guidage

Le télescope et son instrumentation sur son système de guidage.

Le système du guidage du télescope est effectué par guidage informatique, utilisant des moteurs en couple et des encodeurs. Le système a été construit par le groupe de contrôle de la division Technologique de l'Observatoire européen austral. Le système de guide du télescope danois est construit sur le même modèle que celui du télescope de 3,6 mètres de l'ESO, situé sur le même observatoire, et très similaire à ceux utilisés aux télescopes de 50 cm, 1 mètre et celui du télescope Schmidt de 1 mètre du même observatoire, qui simplifie son utilisation et son entretien.
Le système utilise une correction de pointage mécanique et optique qui permet d'éviter le désalignement, mais la précision de pointage est déjà de l'ordre de 10 à 15 degrés, qui reste amplement suffisant pour ce genre de télescope. Toutes les électroniques de contrôle d'acquisition et leurs bornes sont situées en partie dans une chambre à l'étage inférieur du dôme du télescope, dans une petite salle de contrôle à l'étage d'observation avec une grande fenêtre surplombant la zone d'observation. Les caractéristiques optiques du télescope le rendent particulièrement adapté aux observations directes en photographie et l'installation d'instruments tels que des détecteurs très avancés est donc logique.
Le matériel mécanique, optique et électronique, fut donné par L'Observatoire de l'Université de Copenhague, et l'ESO fut chargé de programmer le logiciel de guidage, qui fut programmé par Alain Perrigouard, un informaticien de l'observatoire de Genève. Dans l'autoguidage réellement intégré à l'adaptateur Cassegrain, une sonde mobile capte la lumière d'une étoile guide proche du bord du champ du télescope et l'envoie vers un tube dissecteur d'image, qui effectue un scan de la zone. Si l'étoile guide n'est pas centrée, les comptages de photons sont combinés pour former un signal d'erreur qui, après des vérifications appropriées de la signification statistique, est introduit dans le système de contrôle pour corriger la position du télescope.

## Performances optiques

Le télescope danois dans son dôme.

Le télescope Danois est l'un des télescopes les plus performants du monde. Le système optique est une configuration Ritchey-Chrétien classique, avec un miroir primaire de 154 cm de diamètre, d'un rapport focal de f/3.5 et un rapport focal final de f/8.6. La focale du télescope est donc proche de 13 m, et l'échelle du plateau du l'instrument est de 16"/mm. L'optique et la configuration du télescope ont également été réalisées par Grubb-Parsons. Les tests en laboratoire des miroirs, à la fois séparément et en combinaison, montrent un excellent résultat quant aux performances du télescope, car meilleures qu'estimées. Les images stellaires obtenues lors du premier essai de ces instruments furent considérées comme satisfaisantes. Les tests de Hartmann de l'optique du télescope seront faits pour une évaluation finale de la qualité optique du l'instrument. De petits miroirs de collimation cimentés aux miroirs du télescope permettent de vérifier rapidement et précisément l'alignement des miroirs à tout moment. En utilisant ces et d'autres accessoires dans une procédure d'alignement systématique, les miroirs peuvent être alignés dans le télescope de manière à produire une collimation très précise.

## Instrumentation

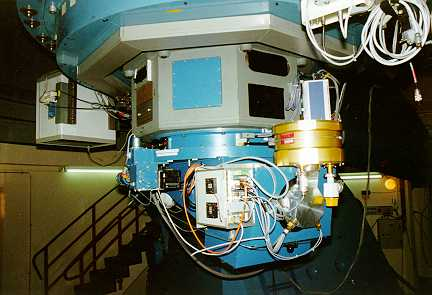
L'instrument Danish Faint Object Spectrograph and Camera en 1979.

Le télescope utilise principalement un instrument, un spectrographe combiné à une caméra CCD nommé Danish Faint Object Spectrograph and Camera, abrégé en DFOSC. Le spectrographe et appareil photo danois à objets faibles (traduction de DFOSC) est un instrument qui a été installé sur le télescope danois de 1,54 mètre à l'observatoire de La Silla en 1992.
DFOSC a été conçu comme un spectrographe et une caméra similaires aux EFOSC1, du télescope de 3,6 mètres de La Silla, et EFOSC2, du New Technology Telescope de La Silla, tous deux de l'ESO. L'objectif initial du DFOSC était de fournir un instrument polyvalent à la communauté danoise, pour permettre aux astronomes danois de faire une grande partie de la même recherche qui était possible avec les plus grands télescopes de l'ESO. Le DFOSC avait initialement la capacité de basculer entre l'imagerie et la spectroscopie, et pouvait le faire en une minute. L'imageur avait un réducteur de focale attaché, qui modifiait la distance focale du télescope et permettait un champ de vision plus large sur le ciel nocturne. En mode spectroscopique, le DFOSC pourrait séparer les longueurs d'onde visibles en un spectre pour permettre aux astronomes de déterminer différentes caractéristiques, comme la composition chimique ou la rotation, des objets astronomiques.
Le mode imagerie de DFOSC est un instrument bicolore basé sur des détecteurs CCD et des multiplicateurs d'électrons. Le système utilise un logiciel permettant de contrôler l'instrument bicolore et d'étalonner les données d'imagerie à fréquence d'images élevée fournies par les détecteurs du télescopes. L'instrument est principalement destiné à la photométrie et la photographie et a été mis en service en 1979. Des observations régulières se déroulent au télescope danois depuis plusieurs années et ont produit un certain nombre de découvertes scientifiques grâce à cet instrument, notamment la détection d'exoplanètes par microlentilles gravitationnelles, la détection d'étoiles variables auparavant inconnues dans des amas globulaires denses et la découverte de deux anneaux autour du petit objet ressemblant à un astéroïde (10199) Chariklo. Ce télescope a également été utilisé pour produire de nombreuses images astronomiques impressionnantes grâce à la grande précision de sa caméra.
Le spectrographe du DFOSC a ensuite été mis hors service en 2003. Le DFOSC a permis aux astronomes de faire plusieurs premières découvertes. En 2000, le DFOSC a aidé à déterminer la distance jusqu'au sursaut gamma long le plus éloigné connu à l'époque. Cinq ans plus tard, la lumière visible d'un bref sursaut gamma a été observée pour la première fois avec le DFOSC. En 2006, avec d'autres télescopes, le DFOSC a contribué à la découverte d'une exoplanète d'environ cinq fois la masse de la Terre qui orbite autour de son étoile une fois tous les dix ans.
Le DFOSC a reçu un certain nombre de mises à jour depuis qu'il a vu sa première lumière . Le DFOSC utilise maintenant un capteur CCD destiné à l'imagerie. Avec cette technique, l'imageur prend de nombreuses images par seconde et ne sélectionne que celles qui sont plus nettes que la "vue" moyenne à l'époque, qui est une mesure de la façon dont l'atmosphère terrestre déforme la lumière entrante par bruit atmosphérique.
Cet instrument a découvert les anneaux autour du centaure (10199) Chariclo, ce qui n'a été possible que parce que l'imageur a pris 10 images par seconde. L'instrument a pu être utilisé à distance grâce à une rénovation complète du système de contrôle en 2012. Deux instruments frères DFOSC ont également été construits. L'un des instruments était destiné à l'Institut d'astrophysique d'Andalousie (IAA), en Espagne, et est en service au télescope optique nordique, tandis que l'autre était destiné à l'observatoire astronomique de Bologne en Italie, et est en service depuis 1993 au site de Loiano.

## Découvertes

### OGLE-2005-BLG-390L b
En 2006, des astronomes utilisant un réseau de télescopes dispersés à travers le monde, dont le télescope danois de 1,54 mètre, ont découvert une exoplanète environ cinq fois plus massive que la Terre, et bouclant une révolution autour de son étoile en une dizaine d'années. Cette exoplanète, nommée OGLE-2005-BLG-390L b, est probablement l'une des plus grandes découvertes effectuées avec le télescope danois de 1,5 mètre. Le télescope Danois est l'acteur principal de la découverte de l'exoplanète, et celle-ci est un sujet très important d'étude puisqu'elle ressemble plus à la Terre que toute autre planète découverte jusqu'à présent. La planète, qui n'est qu'environ 5 fois plus massive que la Terre, tourne autour de son étoile mère en environ 10 ans. C'est l'exoplanète la moins massive autour d'une étoile ordinaire détectée à ce jour et aussi la plus froide. La planète est très certainement tellurique avec une surface glacée. Sa découverte marque un résultat révolutionnaire dans la recherche de planètes qui abritent la vie.
La nouvelle planète orbite autour d'une naine rouge cinq fois moins massive que la masse solaire et située à une distance d'environ ∼ 20 000 a.l. (∼ 6,13 kpc), non loin du centre galactique. Son étoile mère est relativement froide et sa grande orbite impliquent que la température de surface probable de la planète est de 220 degrés centigrades en dessous de zéro, trop froide pour que de l'eau liquide soit possible à la surface. Elle est susceptible d'avoir une atmosphère mince, comme la Terre, mais sa surface rocheuse est, probablement, profondément enfouie sous des océans gelés. Elle peut donc ressembler davantage à une version plus massive de Pluton, plutôt qu'aux planètes intérieures rocheuses comme la Terre et Vénus.

### GRB 050709

Contrepartie optique de GRB 050709 par le télescope danois 1,5 mètre.

Le DFOSC a permis aux astronomes de faire plusieurs découvertes. En 2000, le DFOSC a aidé à déterminer la distance jusqu'au sursaut gamma long le plus éloigné connu à l'époque. Cinq ans plus tard, la lumière visible d'un bref sursaut gamma a été observée pour la première fois avec le DFOSC. Une équipe internationale d'astronomes, dirigée par l'astronome danois Jens Hjorth, a pour la première fois observé la lumière visible d'un court sursaut gamma à l'aide du télescope danois de 1,5 m. Ils ont montré que ces courtes et intenses rafales d'émission de rayons gamma provenaient très probablement de la collision violente de deux étoiles à neutrons en fusion. La même équipe a également utilisé le Very Large Telescope de l'ESO pour contraindre le lieu de naissance de la toute première courte rafale dont la position a pu être localisée avec une grande précision, GRB 050509B. Les résultats sont publiés dans le numéro du 6 octobre de la revue scientifique Nature. Les sursauts gamma, le type d'explosion le plus puissant connu dans l'Univers, sont un mystère depuis trois décennies. Au cours des dernières années, des efforts internationaux ont montré de manière convaincante que de longs sursauts gamma sont liés à l'effondrement du cœur d'étoiles massives dans une supernova de type II.

### Autres
Le 2 septembre 1983, le télescope danois a permis d'observer la contrepartie optique de la source astronomique de rayons X 4U 1543-47. L'observation obtenue montre des raies d'émissions de l'hélium et d'azote ionisés, qui sont tous deux clairement visibles et permettent une identification certaine de la source de rayons X. Plusieurs caractéristiques d'absorption interstellaire sont présentes avec une largeur équivalente relativement importante, montrant que cette étoile est relativement éloignée. Cet instrument a également découvert les anneaux autour du centaure (10199) Chariclo, ce qui n'a été possible que parce que l'imageur a pris 10 images par seconde.

## Galerie

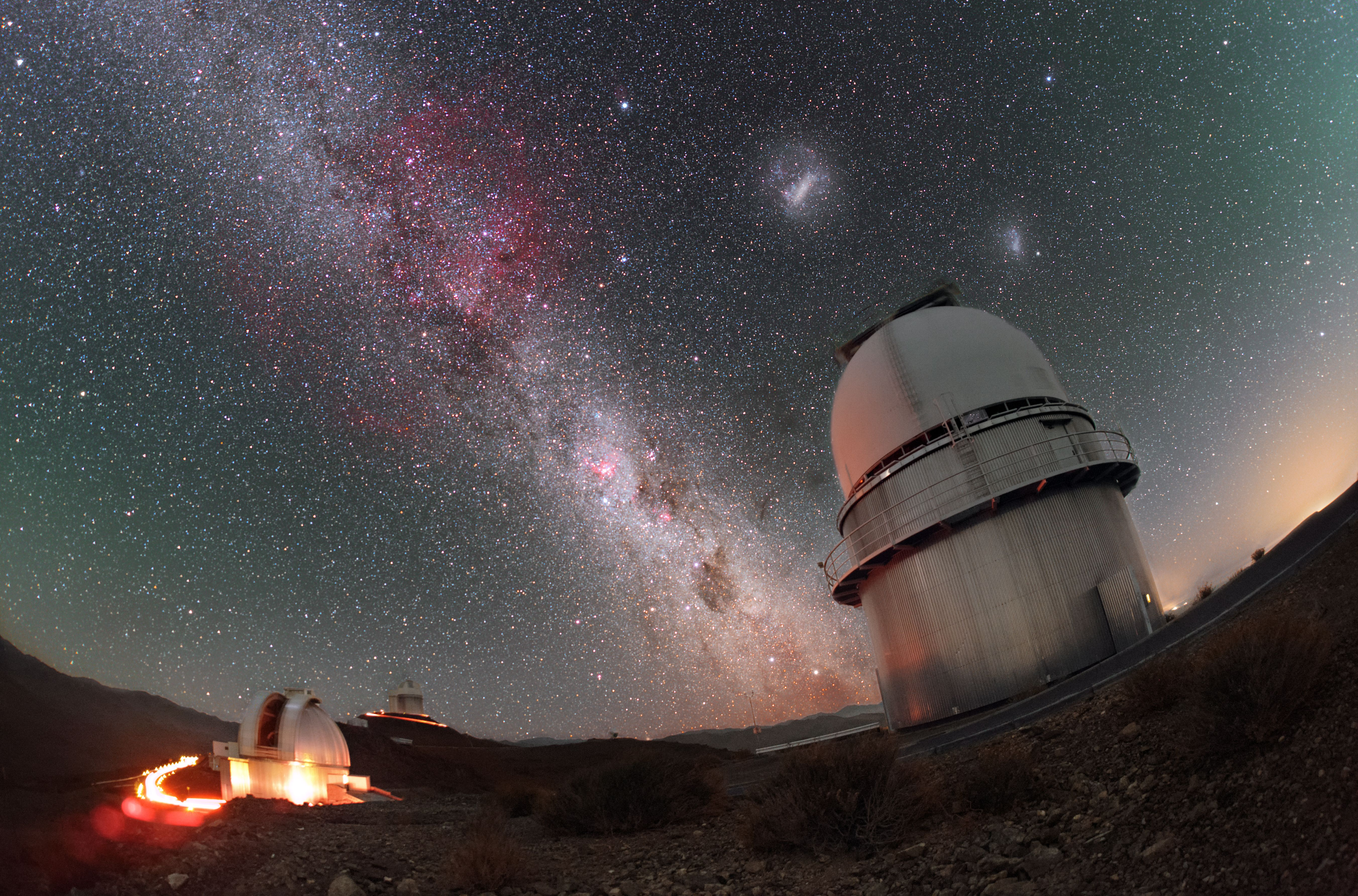
Le télescope danois avec la Voie lactée en arrière plan.
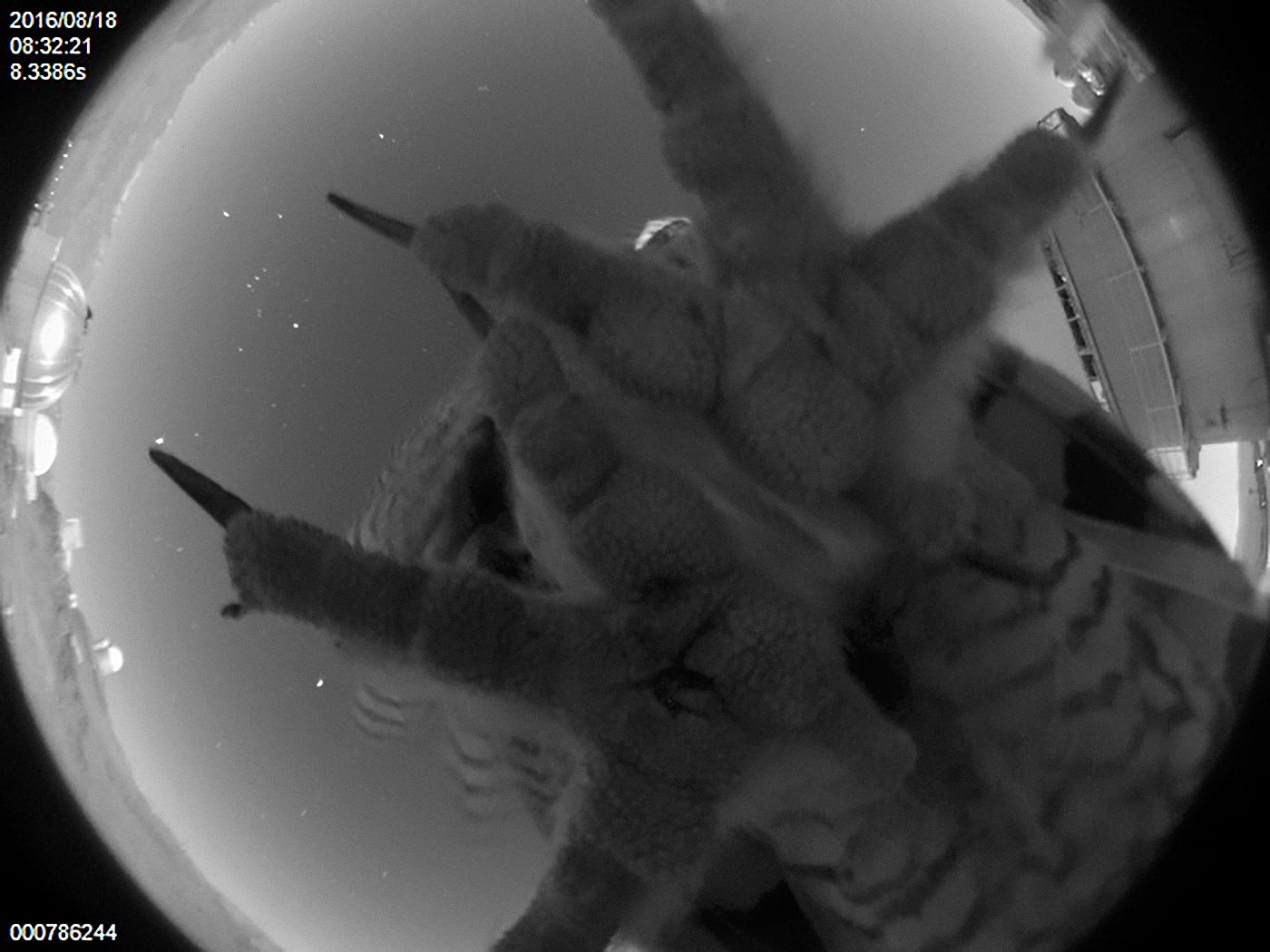
L'image appelée « Le Visiteur Inattendu », une image prise par la caméra de surveillance du télescope.
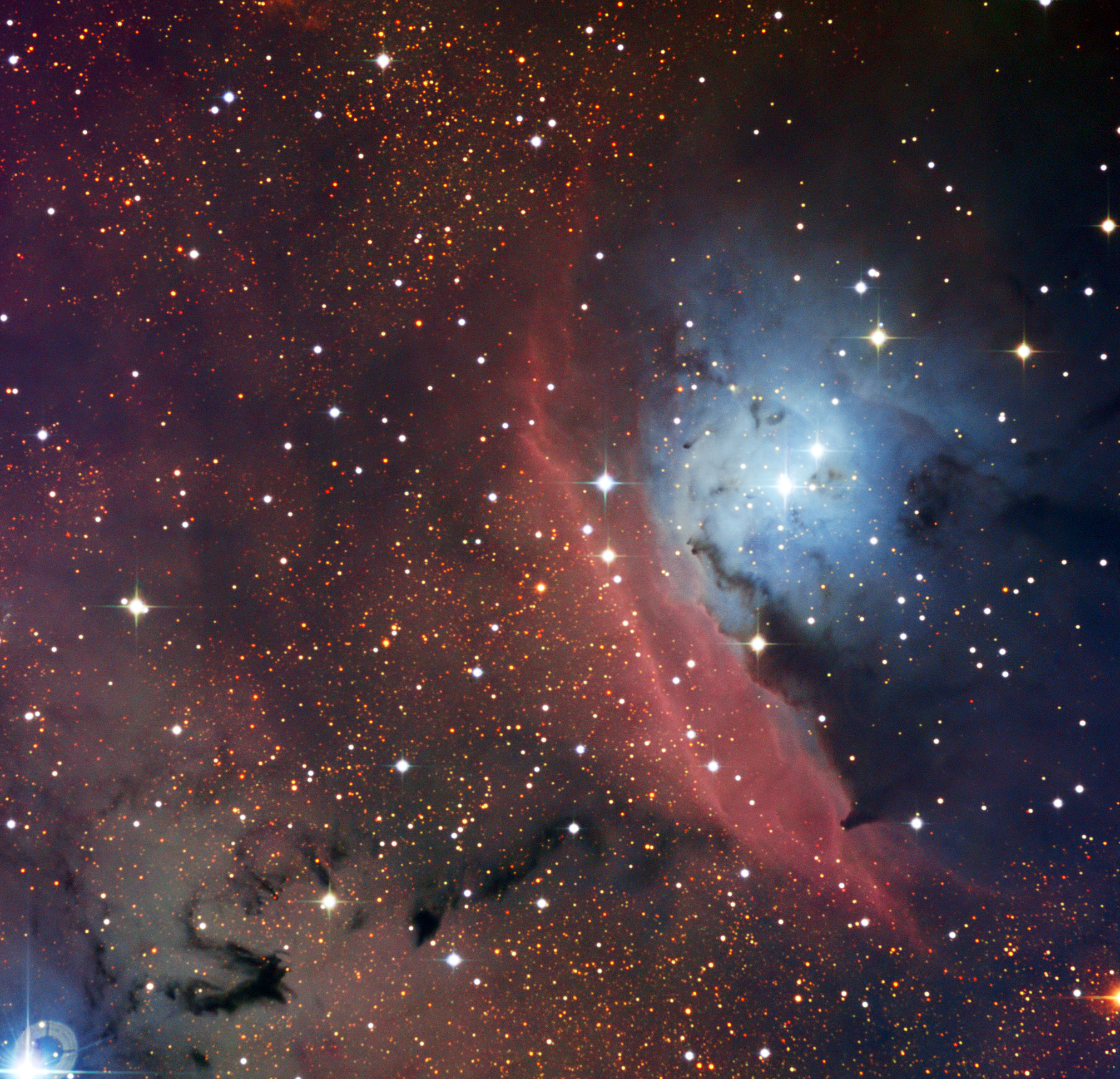
La région de formation d'étoiles NGC 6559 par le télescope Danois.
Centaurus A par le télescope Danois.
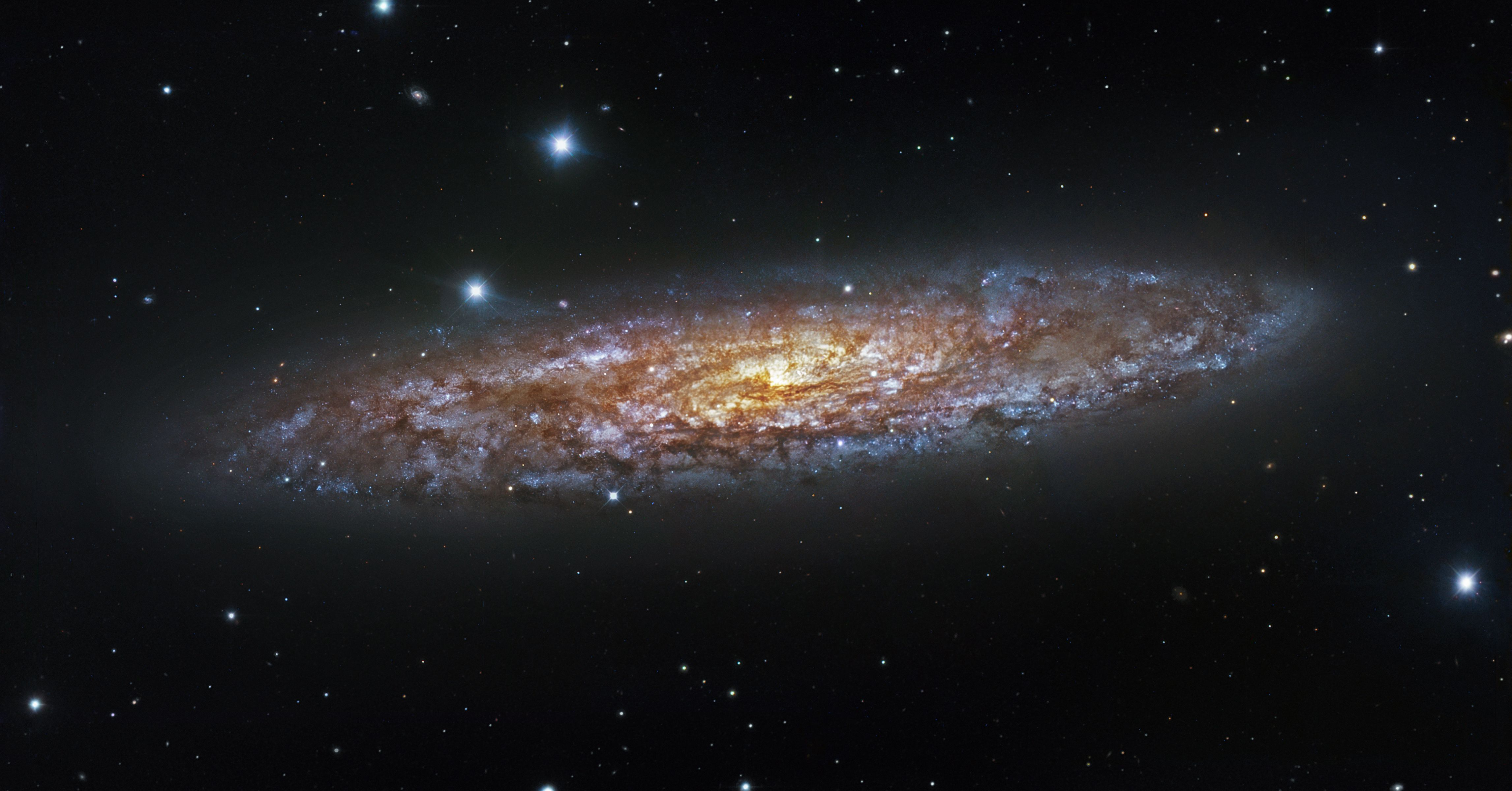
La galaxie du Sculpteur par le télescope Danois.
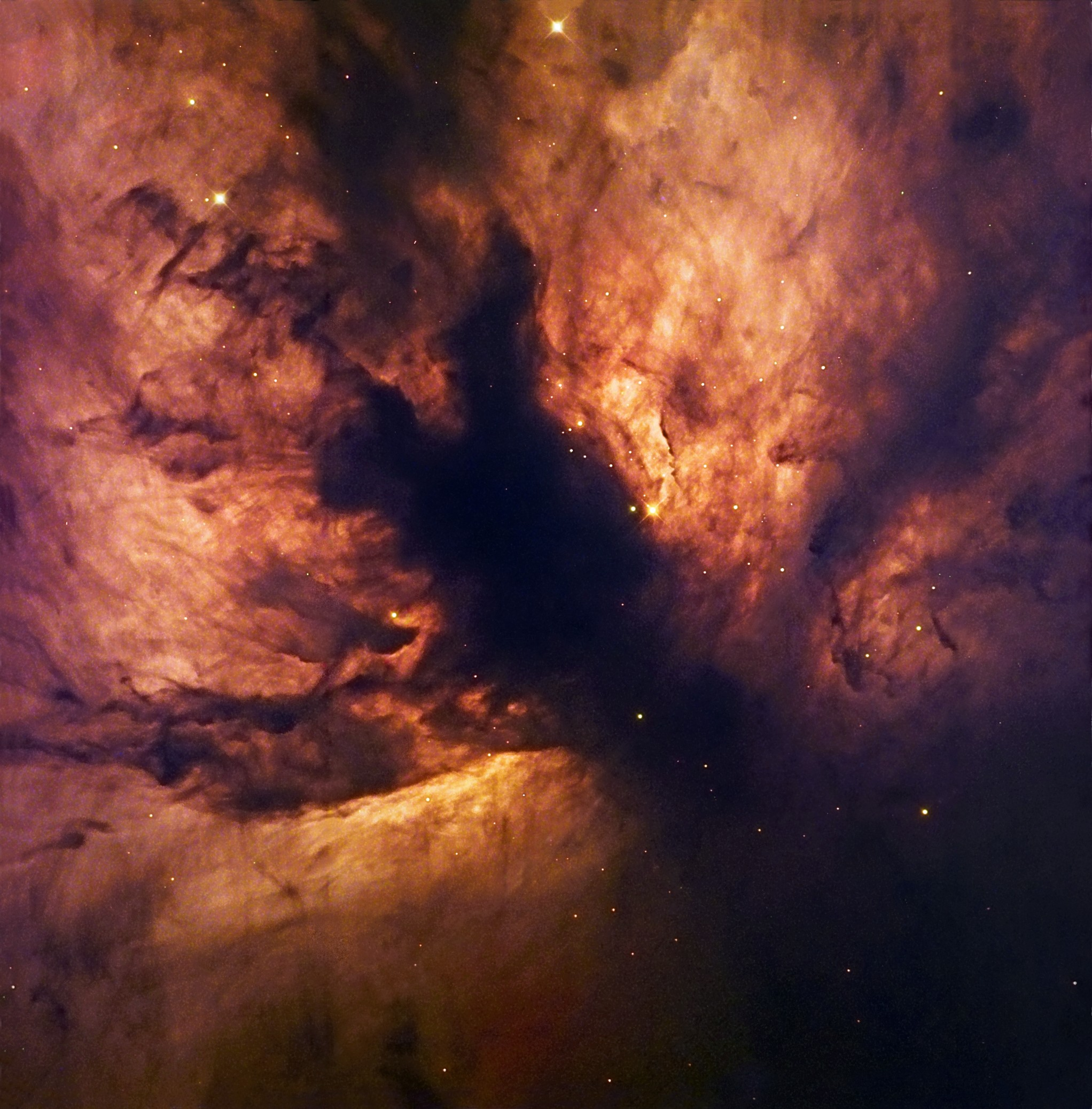
La nébuleuse de la Flamme par le télescope Danois.
La galaxie du Sombrero par le télescope Danois.
NGC 4945 par le télescope Danois.
NGC 6357 par le télescope Danois.
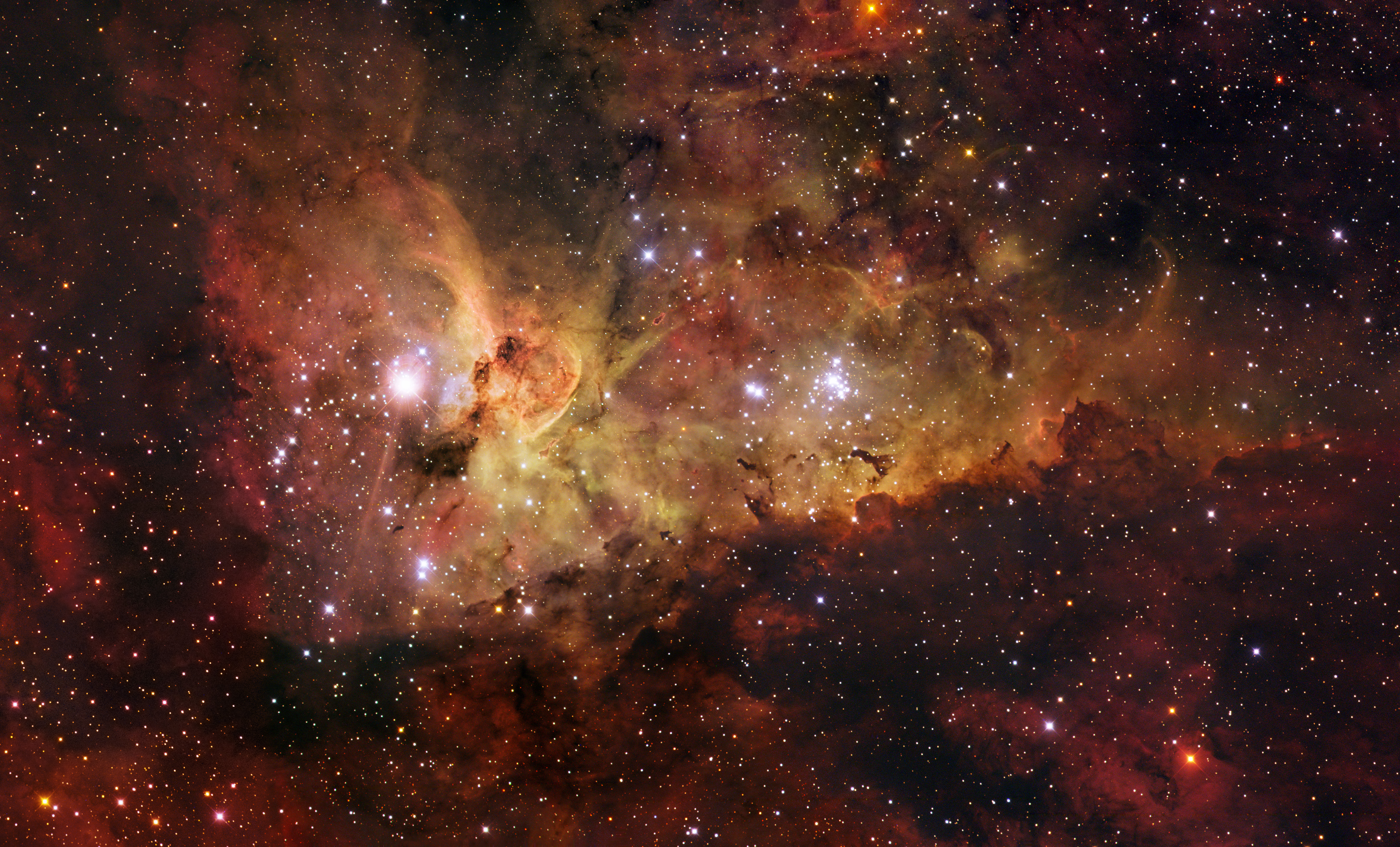
Région nord du la nébuleuse de la Carène par le télescope Danois.